# ペドロ・レオン
ペドロ・レオン・サンチェス・ヒル（Pedro León Sánchez Gil、1986年11月24日 - ）は、スペイン・ムルシア州ムラ出身のサッカー選手。レアル・ムルシア所属。ポジションはMF。
自転車競技選手のルイス・レオン・サンチェスは実兄。

## 経歴
2004年からレアル・ムルシアのユースチームに所属し、2005年にトップチーム昇格し、1月15日、UEリェイダ戦でプロデビューを果たした。2007年の夏、レバンテUDに移籍した。シーズン終了後にチームが2部に降格したことを受けて2008年9月1日、レアル・バリャドリードに移籍。2009年8月、移籍金400万ユーロでヘタフェCFに移籍した。
ここでの活躍から2010年7月16日、レアル・マドリードに移籍した。契約期間は6年。移籍金は明らかにされていないが、現地メディアによると1000万ユーロ（約11億2000万円）程度とされている。8月4日、親善試合のクルブ・アメリカ戦でデビューを果たした。しかしその後は先発の座をアンヘル・ディ・マリアに譲り、ベンチに座ることも多かった。9月26日のレバンテ戦に途中出場したレオンは、サイドに張り続けろという指示を無視してプレーし、更に翌日には「好感触を得た。次はレギュラーでプレー出来るかもしれない。」とコメントしたことがジョゼ・モウリーニョ監督の逆鱗に触れた。
その後の試合で記者からペドロ・レオンを招集しなかった理由について問われた際、モウリーニョは｢ペドロ・レオンはジダンでもマラドーナでもディ・ステファノでもない｣と不快感をあらわにした。これを受けて、移籍後間もないにも関わらずACミランへの移籍も取り沙汰された。その後はモウリーニョとの関係は修復されたと報じられた。10月16日のマラガ戦で途中出場した。しかし最終的にはリーグ戦は6試合138分、CLは4試合175分、カップ戦は3試合106分の出場にとどまった。
アウェーで行われたチャンピオンズリーググループステージのACミラン戦では、1-2でリードを許していた後半ロスタイムにカリム・ベンゼマのパスから同点弾を挙げ、勝ち点の獲得に貢献。そのゴールは、レオンにとってクラブでの初得点でもあった。
2011年8月、古巣のヘタフェへレンタル移籍。500～600万ユーロでヘタフェが買い取り可能なオプションが付加されている。 
2016年7月、レアル・バリャドリード時代の恩師ホセ・ルイス・メンディリバルが監督を務めるエイバルへ移籍。
2021年6月28日、エイバルを契約満了によって退団した。
2021年8月1日、CFフエンラブラダに加入した。
2022年7月12日、プロサッカー選手としてのキャリアをスタートさせた古巣レアル・ムルシアに1年契約で加入した。

## 代表歴
スペイン代表としてUEFA U-21欧州選手権2009に出場し、ゴールも記録した。

## タイトル

### クラブ
レアル・マドリード
- コパ・デル・レイ : 2010-11